# Савилль, Джон
Джон Савилль (2 апреля 1913 — 13 июня 2009) — греко-британский философ, долгое время связанный с университетом Халла. Он был одним из самых крупных британских специалистов по истории труда во второй половине XX века.

## Жизнь и карьера
При рождении его звали Орестис Стаматопулос (Orestis Stamatopoulos). Он родился в 1916 г. в Гейнсбороу. Отец был греком, а мать — британкой. Фамилия Савилль — от второго мужа его матери. Воспитывался мальчик в Ромфорде.
Савилль выиграл стипендию Королевской свободной школы в Лондоне и поехал учиться в Лондонскую школу экономики, где и вступил в Компартию Британии. Активный партийный деятель, участвовал во Второй мировой войне — в Индии.
После подавления советскими войсками Венгерского восстания 1956 г. Савилль разрывает отношение с Исторической группой КПВ и становится одним из основателей и активных участников группы бывших членов партии, осудивших советскую интервенцию, — «Нью ризонэ». В 1973 г. Савилль становится профессором экономической истории в университете Халла, где он преподавал с 1947 г. Также он был связан с журналом «Сошиалист регистер» и многотомным «Словарём труда».

## Наиболее значительные работы
- Дерурализация в Англии и Уэльсе в 1851—1951 гг. (1957).
- Марксизм и история (1974).
- Марксизм и политика (1977).
- 1848: британское государство и движение чартистов (1987).
- Рабочее движение в Великобритании (1988).